# Emblema del Bangladesh
L'emblema nazionale del Bangladesh (in bengalese বাংলাদেশ এর জাতীয় প্রতীক) è stato adottato poco dopo l'indipendenza nel 1971.

## Descrizione
Al centro dello stemma è raffigurato una ninfea fra due spighe di riso. Lo sovrastano quattro stelle a cinque punte e una figura composta da tre foglie collegate.

## Significato
La ninfea è il fiore nazionale del Paese, ed è rappresentativo dei molti fiumi che attraversano il Bangladesh. 
Il riso è la base dell'agricoltura e dell'alimentazione del Paese. 
Le quattro stelle rappresentano i quattro principi fondamentali che sono stati originariamente sanciti nella prima costituzione del Bangladesh nel 1972: il nazionalismo (o meglio patriottismo), la laicità osecolarismo, il socialismo e la democrazia.